# Обнажённый город
«Обнажённый город» (англ. The Naked City) — чёрно-белый фильм-нуар 1948 года, снятый режиссёром Жюлем Дассеном. В 2007 году Библиотека Конгресса включила ленту в Национальный реестр фильмов.
Идеи фильма легли в основу одноимённого телесериала 1958—1963 годов.

## Сюжет
Молодая модель Джин Декстер была оглушена неизвестными и утоплена в собственной ванне в своей квартире на Манхэттене. При этом исчезли ювелирные украшения, которые Декстер предположительно успела приобрести до своей смерти.
Фильм по сути повествует о шести днях из жизни Нью-Йорка, тех днях, которые заняли убийство и последующее его расследование лейтенантом Дэном Малдуном и детективом Джеймсом Хэллораном. Первый из них является опытным детективом, прослужившим в полиции более тридцати лет. Его же напарник живёт в одном из рабочих кварталов и целует каждое утро свою жену на прощанье. Рассказ об их работе и деятельности нью-йоркского департамента полиции время от времени прерывается краткими вставками о жизни города вокруг них и в особенности о реакции жителей на убийство и газетными репортажами о ходе дела. Малдун и Хэллоран вначале должны ответить, почему Джин была убита, откуда у девушки с небольшим заработком деньги на драгоценности, не результат ли всё это любовной интрижки (если да, то с кем?) или всё гораздо сложнее и запутаннее?
Восстановив последние 18 месяцев жизни жертвы, расследование выходит на таинственного «Филиппа Хендерсона», с которым Джин предположительно имела любовные отношения, и на Фрэнка Найлза, который слишком непоследователен в своих показаниях, чтобы убедить Малдуна в своей невиновности. Вскоре лейтенант приходит к выводу, что в убийстве принимали участие как минимум двое человек. Это ещё больше усложняет дело. Жертва, как оказывается, вела раскованный образ жизни, наполненный мужчинами и вечеринками, и была связана сразу с несколькими непристойными личностями.
Расследование последовательно приводит полицейских на верхние и нижние ступени социальной лестницы Нью-Йорка в поисках убийцы, а вскоре предоставляет им целый ряд взаимосвязанных фактов, судя по которым по крайней мере трое мужчин могли желать смерти Джины. По ходу фильма бегло показана частная жизнь и самих детективов, что являлось новым для картин того времени. Финальная сцена впечатляющей погони через Вильямсбургский мост по направлению от Нижнего Ист-Сайда Манхэттена к Бруклину является одной из классических в жанре.

## В ролях
- Барри Фицджеральд — лейтенант Дэн Малдун
- Ховард Дафф — Фрэнк Найлз
- Дороти Харт — Рут Моррисон
- Дон Тэйлор — Джеймс Хэллоран
- Фрэнк Конрой — капитан Донахью
- Тед де Корсия — Уилли Гарса
- Хаус Джеймсон — доктор Стоунмен

В титрах не указаны
- Беверли Бэйн — миссис Стоунман
- Джон Рэндольф — полицейский диспетчер[1]

## Создание
Название фильма повторяет заголовок фотоальбома Виджи, изданного в 1945 году. Права на название были выкуплены продюсером картины Марком Хеллингером. Как он говорил позднее, актёры исполняли свои роли в реальных квартирах, небоскрёбах и на реальных улицах. Всего для съёмок в фильме было использовано 107 различных мест. И хотя «Обнажённый город» Жюля Дассена не первый в ряду фильмов, использовавших псевдодокументальный стиль, но произошедшее именно в его рамках слияние актёров и реальных людей на самых что ни на есть реальных улицах вдохновило множество последующих фильмов. Съёмочная группа работала внутри фургона, оснащённого прозрачными только с одной стороны стёклами, и могла тем самым снимать город, в то же время оставаясь невидимой для прохожих.
В фильме, основанном на сюжете Мэлвина Уолда, применено закадровое повествование, при этом используется голос продюсера данной картины Марка Хеллингера. Для Хеллингера эта картина стала последней: он скоропостижно скончался в возрасте 44 лет, когда работал над завершением фильма.
Хотя в «Обнажённом городе» нет языка улиц или кровавых тел, но в то же время он реалистичен для фильма 1948 года.
Ведущие роли исполняли не звёзды, их имена, за исключением Барри Фицджеральда, были незнакомы широкой аудитории. Сам «Обнажённый город» наполнен не столько исполнителями ролей, сколько самыми обычными людьми.

## Награды и номинации
| Год  | Премия                         | Категория                                                          | Имя                        | Результат |
| ---- | ------------------------------ | ------------------------------------------------------------------ | -------------------------- | --------- |
| 1949 | Оскар                          | Лучшая операторская работа, чёрно-белый фильм                      | Уильям Дэниелс             | Победа    |
| 1949 | Оскар                          | Лучший монтаж                                                      | Пол Уэзервэкс              | Победа    |
| 1949 | Оскар                          | Лучший оригинальный литературный первоисточник                     | Мэлвин Уолд                | Номинация |
| 1949 | BAFTA                          | Лучший фильм                                                       |                            | Номинация |
| 1949 | Writers Guild of America Award | Лучший сценарий драматического фильма                              | Альберт Мальц, Мэлвин Уолд | Номинация |
| 1949 | Writers Guild of America Award | Лучший сценарий фильма, затрагивающего проблемы американской жизни | Альберт Мальц, Мэлвин Уолд | Номинация |